# Изола ди Нјенте
Изола ди Нјенте је насеље у Италији у округу Ена, региону Сицилија.
Према процени из 2011. у насељу је живело 25 становника. Насеље се налази на надморској висини од 152 м.